# Rodrigo ovvero Vincer se stesso è la maggior vittoria
Rodrigo ovvero Vincer se stesso è la maggior vittoria è un'opera lirica in tre atti musicata da Georg Friedrich Händel. Talvolta è indicato anche con il titolo originale Vincer se stesso è la miglior vittoria, mentre oggi è indicata preferibilmente solo con Rodrigo.
Catalogata come HWV 5, è la prima opera scritta da questo autore per il teatro italiano e in lingua italiana: fu composta e rappresentata nel 1707 durante la permanenza di un poco più che ventenne Händel a Firenze, su libretto anonimo (ma attribuito a Antonio Salvi) ricavato dal testo dell'anno 1700 di Francesco Silvani per l'opera di Marc'Antonio Ziani Il duello d'amore e di vendetta.
Di quest'opera - ambientata a Siviglia e nella campagna dei dintorni e costruita sulla figura di Roderico, ultimo re della Spagna visigota - si sa poco eccetto che andò in scena la prima volta al Teatro del Cocomero, per iniziativa dell'Accademia degli Infuocati di cui era sostenitore Ferdinando de' Medici. Le rappresentazioni ebbero luogo dal 30 ottobre al 26 novembre.
Il titolo originale era Vincer se stesso è la maggior vittoria: ad assegnargli di fatto il titolo di Rodrigo furono in seguito i biografi di Händel.

## La partitura
La partitura, giunta incompleta ai tempi moderni, è stata recuperata e ricostruita nella sua interezza solo negli anni novanta. L'opera ha avuto la sua prima rappresentazione completa, in forma di concerto, nel luglio 1997 nella chiesa di Sant'Agostino: ad eseguirla è stato, nell'ambito della 54.a Settimana musicale senese organizzata dall'Accademia Musicale Chigiana di Siena, il Complesso Barocco diretto da Alan Curtis.
L'organico orchestrale prevede l'uso di archi, oboi, fagotto, basso continuo con arciliuto e due flauti dolci. Le parti originariamente scritte per castrati sono eseguite da mezzosoprano e contralto en travesti.
È considerata una fra le migliori opere dell'epoca barocca - al pari di altre composte dall'autore tedesco, come il Giulio Cesare e il Rinaldo - e il suo recupero è stato salutato con estremo favore dalla critica musicale.
L'autografo originale è incompleto e soltanto il recupero del libretto, avvenuto nel 1974, ha permesso una ricostruzione considerata attendibile della prassi esecutiva, cui ha contribuito, successivamente al 1983, il ritrovamento di altro materiale grafico e altra documentazione. Prima della rappresentazione senese, il Rodrigo è stato eseguito, sia pure limitatamente alle parti allora disponibili, nel 1984 a Innsbruck e l'anno successivo a Londra.

## Soggetto e sinopsi
L'opera è un esempio classico di opera settecentesca e sfrutta al meglio un libretto modellato sugli stilemi della tragedia francese dell'epoca. Oltre una trentina di arie in sequenza e stile diversificato (di sonno, di furia, ecc.) ed elaborati recitativi, spesso in forma accompagnata, scandiscono quasi tre ore di musica caratterizzate da virtuosismi in termini di colorazione strumentale ed enfatizzazione degli affetti attraverso la formula del belcanto. Di particolare rilievo è l'aria della protagonista che precede la chiusura del primo atto (Sommi dei, se pur v'offesi), con il violino che fa da originale contrappunto al canto del mezzosoprano.
Il soggetto è ambientato nella Spagna dell'Alto Medioevo ed è centrato, sullo sfondo delle consuete lotte per il potere, sul conflitto psicologico che affligge un sovrano combattuto fra una moglie fedele ed un'amante offesa e vogliosa di vendetta (con il classico triangolo operistico che viene rispettato).

### Antefatto
Rodrigo re delle Spagne ha deposto Vitizza, corrotto sovrano d'Aragona, pur cedendo anch'egli alle medesime debolezze al momento di salire sul trono. Sedotta la giovane Florinda, che ha da lui un figlio, promette a costei di ripudiare a suo favore la sterile moglie Esilena.

### Primo atto
L'opera si apre con la notizia che Giuliano, conte di Ceuta e fratello di Florinda, ha battuto in guerra i figli di Vitizza. In virtù della promessa nuziale, Esilena rimane leale a Rodrigo pur cercando di salvare dalla condanna a morte Evanco, l'ultimo figlio sopravvissuto di Vitizza e innamorato di Florinda. Giuliano, cui Evanco è stato affidato, apprende che Rodrigo non è intenzionato a sposare Florinda e rompe quindi l'alleanza con il nuovo sovrano. Rodrigo confessa alla moglie Esilena la sua infedeltà con Florinda. Mesta, Esilena sembra rassegnata a lasciare il trono purché ciò serva a riportare la pace.
Arie:
- Occhi neri (Rodrigo)
- Pugneran con noi le stelle (Florinda)
- Nasce il sol, e l'aura vola (Esilena)
- Agitata da fiato incostante (Fernando)
- Dell'Iberia al soglio invitto (Giuliano)
- Ti lascio a la pena (Rodrigo)
- In mano al mio sposo (Esilena)
- Eroica fortezza non teme sciagure (Evanco)
- Stragi, morti, sangue ed armi (Giuliano)
- O morte, o vendetta (Florinda)
- Sommi dei, se pur v'offesi (Rodrigo)
- Vanne in campo (Rodrigo)
- Per dar pregio all'amor mio (Esilena)

### Secondo atto
All'accampamento militare Giuliano promette ad Evanco il trono se egli riuscirà a sposare Florinda. Fernando, generale di Rodrigo, ha dal canto suo offerto segretamente il suo aiuto nel complotto. Esilena ribadisce la sua intenzione a lasciare il trono in cambio di una promessa di pace. Florinda, tuttavia, rifiuta, dicendosi determinata ad avere vendetta della promessa tradita di Rodrigo. Fernando tradisce a sua volta e cattura Giuliano portandolo al cospetto del re il quale chiede la sua testa. Per timore di una sommossa popolare paventata dallo stesso Fernando e da Esilena, Rodrigo decide di inviare un messaggio ad Evanco nel quale gli dice che sarà graziato se rinuncerà al trono e se Florinda lascerà il regno. I soldati di Evanco per tutta risposta attaccano Siviglia ed entrati nella città uccidono Fernando proprio mentre questi sta per giustiziare Giuliano.
Arie:
- Fra le spine, offre gli allori (Giuliano)
- Prestami un solo dardo (Evanco)
- Egli è tuo, né mi riserbo (Esilena)
- Parto, crudel, sì parto (Esilena)
- Fredde ceneri d'amor (Florinda)
- Siete assai superbe, o stelle (Rodrigo, arioso)
- Empio fato, e fiera sorte (Esilena)
- Là ti sfido a fiera battaglia (Giuliano)
- Dopo i nembi, e le procelle (Fernando)
- Dolce amor che mi consola (Rodrigo)
- Sì, che lieta goderò (Esilena)
- Su, all'armi grida Nemesi (Evanco)
- Alle glorie, alle palme, agli allori (Florinda)

### Terzo atto
L'esercito di Rodrigo combatte con quello alleato di Giuliano ed Evanco: Rodrigo ha la peggio e viene catturato. Mentre sta per essere ucciso, Florinda chiede di poter essere lei a dare il colpo mortale.
Prima che possa colpire, entra Esilena con il figlio che la giovane ha avuto da Rodrigo: se ucciderà il sovrano, anche suo figlio morirà. Questa minaccia blocca Florinda ed Esilena convince Giuliano ed Evanco ad acconsentire ad un atto di pacificazione. Rodrigo sembra ravvedersi e chiede perdono ad Esilena: rinuncerà alla carica di sovrano ed andrà in esilio con lei. Evanco può così conquistare il trono e sposare Florinda. Cresceranno il figlio di lei e di Rodrigo come erede al trono, con Giuliano come reggente.
Arie:
- Qua rivolga gli orribili acciari (Rodrigo)
- Duetto - Addio, mio caro bene (Rodrigo e Esilena)
- Perché viva il caro sposo (Esilena)
- Spirti fieri dell'alma guerrieri (Giuliano)
- Recitativo accompagnato - E tu, misero figlio (Esilena)
- Così m'alletti (Florinda)
- Allor, che sorge astro lucente (Giuliano)
- Il dolce foco mio che accende un bel desio (Evanco)
- Duetto - Prendi l'alma e prendi il core (Rodrigo e Esilena)
- Begli occhi del mio ben (Florinda)
- Io son vostro luci belle (Evanco)
- Coro - L'amorosa dea di Cnido

## Personaggi e interpreti
| personaggio | tipologia vocali      | primi interpreti, 1707                |
| ----------- | --------------------- | ------------------------------------- |
| Rodrigo     | soprano castrato      | Stefano Frilli                        |
| Esilena     | soprano               | Anna Maria Cecchi Torri, La Beccarina |
| Florinda    | soprano               | Aurelia Marcello                      |
| Giuliano    | tenore                | Francesco Guicciardi                  |
| Evanco      | soprano (in travesti) | Caterina Azzolini, La Valentina       |
| Fernando    | contralto castrato    | Giuseppe Perini                       |

## Edizioni discografiche
- Virgin Records/Classics, 1999 - direttore: Alan Curtis, Complesso Barocco. Gloria Banditelli, Sandrine Piau, Elena Cecchi Fedi, Rufus Müller, Roberta Invernizzi, Caterina Calvi.
- Mondo Musica, 2001 - direttore: Andreas Spering, Händelfestspielorchester des Opernhauses Halle. Robert Crowe, Janet Williams, Romelia Lichtenstein, Kobie van Rensburg, Lynda Lee, Alejandro Garri.
- Naïve Ambroisie, 2008 - direttore: Eduardo López Banzo, Al Ayre Español. Maria Riccarda Wesseling, Maria Bayo, Deborah York, Núria Rial, Anne-Catherine Gillet, Max Emmanuel Cencic, Kobie van Rensburg.